# Provincia di Santa
La provincia di Santa è una provincia del Perù, situata nella regione di Ancash.

## Geografia antropica

### Suddivisioni amministrative
È divisa in 9 distretti:
- Cáceres del Perú
- Chimbote
- Coishco
- Macate
- Moro
- Nepeña
- Nuevo Chimbote
- Samanco
- Santa